# Tomba del Biclinio

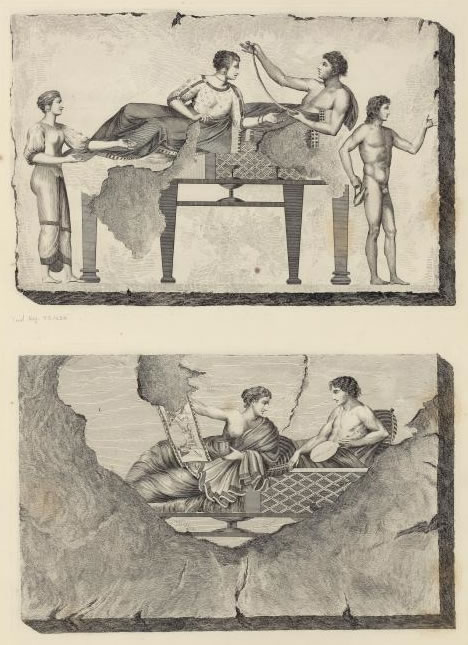
Darstellungen auf der rechten Wand: zwei Klinen mit Dienern

Die Tomba del Biclinio  („Grab des Bicliniums“) wurde in der etruskischen Monterozzi-Nekropole bei Tarquinia gefunden. Die Grabanlage datiert ins fünfte Jahrhundert v. Chr. Das ausgemalte und nur aus einem Raum bestehende Grab wurde im 18. Jahrhundert entdeckt und ist heute verloren. Franciszek Smuglewicz fertigte um 1766 Zeichnungen der Malereien an, die dann später von James Byres publiziert wurden. Im Stil sind die Zeichnungen dem 18. Jahrhundert verpflichtet, informieren jedoch über die dargestellten Szenen. Die Datierung des Grabes ist in der Forschung unterschiedlich diskutiert worden, da die Zeichnungen des 18. Jahrhunderts nicht für stilistische Fragen benutzt werden können. Ikonographisch lässt sich das Grab aber in die Mitte des fünften Jahrhunderts v. Chr. (oder kurz danach) einordnen.
Auf der Rückwand der Grabkammer befand sich eine Scheintür. Links und rechts stehen Diener. Hier sind auch diverse Gefäße zu sehen. Im Giebelfeld sind Raubkatzen dargestellt. Auf den Längswänden der Kammer befinden sich insgesamt vier Klinen. Auf ihnen liegen jeweils Paare; nackte Diener und bekleidete Dienerinnen stehen nebenbei. Eine Frau hält eine Schriftrolle in der Hand mit der Darstellung einer Wildschweinjagd. Die Bankettszenen finden offensichtlich in der Unterwelt statt, nachdem die Toten durch die Tür dorthin gelangt sind.